# Izotretinoin
Izotretinoin tudi 13-cis-retinojska kislina je učinkovina za zdravljenje hujših oblik mozoljavosti. Gre za derivat vitamina A in se tudi naravno nahaja v človeškem telesu v zelo majhnih količinah.
V Sloveniji je s to učinkovino na trgu zdravilo Roaccutane podjetja Roche.

## Kontraindikacije
Izotretinoin je kontraindiciran pri: 
- nosečnicah (izotretionin je močno teratogen)
- pri vseh ženskah v rodni dobi, razen če so izpolnjeni vsi pogoji programa za preprečevanje nosečnosti.
- doječih materah;
- bolnikih, preobčutljivih na izotretinoin;
- bolnikih z motnjami jetrnega delovanja,
- bolnikih z izjemno povišanimi lipidi v krvi,
- bolnikih s hipervitaminozo A,
- bolnikih, ki se sočasno zdravijo s tetraciklini.

## Neželeni učinki
Med najpogostejše neželene učinke pri zdravljenju z izotretinoinom sodijo: suha koža, suha ustna, očesna, nosna sluznica.